# Sandskär, Korpo
Sandskär är en ö i Finland. Den ligger i Skärgårdshavet och i kommunen Pargas i den ekonomiska regionen  Åboland i landskapet Egentliga Finland, i den sydvästra delen av landet. Ön ligger omkring 49 kilometer sydväst om Åbo och omkring 180 kilometer väster om Helsingfors.
Öns area är 3 hektar och dess största längd är 320 meter i sydöst-nordvästlig riktning. Närmaste större samhälle är Nagu, 14,9 km nordost om Sandskär.